# О’Каллаган, Джон
Джон О'Каллаган  (англ. John O'Callaghan) —  ирландский диджей, музыкант, продюсер и создатель ремиксов. В основном пишет электронную музыку. Также известен под псевдонимами Joint Operations Centre, Mannix и Stenna. Одним из самых известных его произведений является трек «Big Sky», записанный совместно с вокалисткой Одри Галлахер (Audrey Gallagher).

## Биография
Ранее О'Каллаган работал с британским звукозаписывающим лейблом «Discover», основанным Джоном Аскью (John Askew). Однако в последнее время он работает с лейблом «Armada Music» и его подразделениями, в первую очередь с «Armind» и «Soundpiercing». Ремикс от Agnelli & Nelson на его трек «Big Sky» был признан «мелодией года» (Tune of The Year) на радиошоу Армина ван Бюрена «A State of Trance» в 2007 году.
В дополнение к многочисленным синглам, О'Каллаган выпустил альбомы Something To Live For и Never Fade Away.
О'Каллаган вошёл в список 100 лучших диджеев мира, составленный DJ Mag в 2009 году, в котором занял 24-е место.

## Дискография

### Альбомы
- Something To Live For (2007)
- Never Fade Away (2009)
- Unfold (2011)

### Компиляции
- Live As... Vol. 2 (2007)
- Subculture (2009)

### Синглы / EP
- «Foreign Delusions» (2004)
- «Chameleon» (2005)
- «Game Over» (2005)
- «Resolutions» (2005)
- «Stormy Clouds» (2005)
- «Dark Arts» (EP) (совместно с John Askew) (2006)
- «Dark Collabs Vol. 1» (EP) (совместно с Greg Downey) (2006)
- «The Digital» (EP) (2006)
- «Big Sky» (вокал - Audrey Gallagher) (2007)
- «Low Resolution Fox» (2007)
- «Digital Universe» (2008)
- «Marshmallow» / «Bumpercar» (2008)
- «Rotterdam» (2008)
- «Find Yourself» (вокал - Sarah Howells) (2009)
- «Never Fade Away» (feat. Lo-Fi Sugar) (2009)
- «Take It All Away» (2009) (включен в сингл «Never Fade Away» Remix EP)
- «Out Of Nowhere» (2009) (включен в сингл «Never Fade Away» Remix EP)
- «Our Dimension» (совместно с Giuseppe Ottaviani) (2009)
- «Surreal» (вокал - Jaren) (2009)
- «Striker» (2010)
- «Sincerely JORS» (совместно с Ronski Speed) (2013)
- One Special Particle (2014)

Под именем Mannix
- «Mercury» (John O'Callaghan pr. Mannix) (2004)
- «Dream On» / «Acid Rain» / «Pyramid» (2007)

Под именем Joint Operations Centre
- «Elevator Dance-Off» (2006)